# Municipio de Troy (condado de Crawford)
El municipio de Troy (en inglés: Troy Township) es un municipio ubicado en el condado de Crawford en el estado estadounidense de Pensilvania. En el año 2000 tenía una población de 1.339 habitantes y una densidad poblacional de 16 personas por km².

## Geografía
El municipio de Troy se encuentra ubicado en las coordenadas 41°39′00″N 79°52′59″O / 41.65000, -79.88306.

## Demografía
Según la Oficina del Censo en 2000 los ingresos medios por hogar en la localidad eran de $32,216 y los ingresos medios por familia eran de $36,635. Los hombres tenían unos ingresos medios de $28,929 frente a los $19,712 para las mujeres. La renta per cápita de la localidad era de $13,505. Alrededor del 15,5% de la población estaba por debajo del umbral de pobreza.